# گونسالو پئیات
گونسالو پئیات (اسپانیایی: Gonzalo Peillat‎؛ زادهٔ ۱۲ اوت ۱۹۹۲) بازیکن هاکی روی چمن اهل آرژانتین است که در مسابقات کشوری و بین‌المللی در مجموع برندهٔ 7 مدال طلا، 1 مدال نقره، 1 مدال برنز شده‌است.